# Lars-Erik Tammelin
Lars-Erik Tammelin, född 16 mars 1923 i Stockholm, död 3 januari 1991 i Västerleds församling, var en svensk kemist, försvarsforskare och generaldirektör som var verksam vid Försvarets forskningsanstalt (FOA).
Tammelin, som var organisk kemist, rekryterades 1950 till FOA för forskning kring nervgaser och nervgasmotmedel, sedan FOA hade fått upp ögonen för att stora mängder nervgas (framför allt tabun) hade lagrats upp under andra världskriget. Nervgasernas verkansmekanism konstaterades hänga ihop med deras kemiska likhet med signalsubstansen acetylkolin, och deras förmåga att blockera enzymet kolinesteras, och därför kom mycket av Tammelins forskning att handla om olika kolinestrar. Tammelin disputerade 1958 vid Stockholms högskola på en avhandling med titeln Choline esters: substrate and inhibitors of cholinesterases baserat på detta arbete. Ett av de ämnen, succinylkolin, som Tammelin framställde i jakt på nervgasmotmedel kom att användas som ett muskelavslappnade läkemedel vid narkos och kirurgiska ingrepp under namnet Celocurin.
År 1961 blev Tammelin chef för den kemisk-medicinska avdelningen vid FOA, då han efterträdde Gustaf Ljunggren, och 1984–1985 var han FOA:s generaldirektör.
Han var son till justitierådet Erik Tammelin. Lars-Erik Tammelin är gravsatt i minneslunden på Bromma kyrkogård.